# Schindler's Ark
Schindler's Ark é um livro de 1982 do escritor australiano Thomas Keneally. O livro, vencedor do Booker Prize e do Los Angeles Times Book Prize para ficção em 1983, foi adaptado para cinema no filme Schindler's List realizado por Steven Spielberg.
A história, baseada em factos reais, conta a vida de Oskar Schindler, um membro do Partido Nazi, durante a Segunda Guerra Mundial, que acaba por salvar a vida de cerca de 1200 judeus dos campos de concentração da Polónia e Alemanha. Schindler's Ark é o livro com mais sucesso de Keneally.